# I Wanna Be the Guy
I Wanna Be the Guy: The Movie: The Game, яку зазвичай називають I Wanna Be the Guy і скорочено IWBTG, — це безкоштовна гра платформер, створена Майклом «Каїном» О'Райлі. для Microsoft Windows з використанням Multimedia Fusion 2. Вперше випущена 5 жовтня 2007 року, гра більше не перебуває в активній розробці, хоча вихідний код гри був опублікований Кайіном у 2011 році, а ремастероване видання вийшло у 2020 році. IWBTG має надзвичайно складні елементи платформера, неординарний дизайн рівнів і використовує звукові ефекти, персонажів і музику з багатьох інших ігор.

## Ігровий Процес

Скріншот ремастированої версії «I Wanna Be the Guy».

Гравець керує «Хлопцем». Керування обмежується рухом вліво/вправо, стрибками, подвійними стрибками та стріляниною. IWBTG складається з кількох етапів, розділених на багато екранів, які здебільшого є пастишами ігор для Nintendo Entertainment System, таких як Tetris, Ghosts 'n Goblins, The Legend of Zelda, Castlevania, Kirby, Mega Man та Metroid. В кінці кожного етапу потрібно перемогти боса, щоб отримати прогрес. Перші сім босів (Майк Тайсон; Mecha Birdo; Дракула; Kraidgief, пародія на глюки персонажів, зламаних палітрою; Mother Brain; Боузер, Варт та Доктор Віллі в клоунській машині Koopa; та суміш між Mecha Dragon з Mega Man 2 і Жовтим Дияволом з Mega Man і Mega Man 3) адаптовані з класичних ігор, переважно платформерів, але їхня поведінка і зовнішній вигляд були змінені та поліпшені для IWBTG. Фінальний бос, батько Малюка, є унікальним для IWBTG. Гра пародіює багато відеоігор 8-бітної та 16-бітної ери, зокрема, часто використовує відсилки та звукові ефекти з гри Mario Paint від Nintendo.
IWBTG найбільш відома своєю складністю. Більша частина ландшафту спроектована спеціально для того, щоб вбити персонажа гравця. Поряд з традиційним набором впізнаваних небезпек, таких як шипи і ями, є багато менш очевидних загроз, більшість з яких практично неможливо уникнути без попередніх знань або проб і помилок (наприклад, шматочки тетрісу та «Delicious Fruit», які можуть падати вниз, вгору або вбік). Малюк завжди помирає від одного влучання, і в цей момент він вибухає, перетворюючись на масу крові. Хоча кожна смерть призводить до «Game Over», гравець має нескінченну кількість спроб. Зі стартового екрана є три різні способи проходження; всі вони в кінцевому підсумку ведуть до одного і того ж екрану викривлення, який повертає на перший екран. Таким чином, щоб завершити гру, необхідно перемогти перших шість босів на кожному шляху, перш ніж екран викривлення дозволить гравцеві отримати доступ до фінальної області.
Гра має чотири рівні складності: «Середній», «Складний», «Дуже складний» і «Неможливий», причому «Складний» вважається як «нормальний рівень складності». Єдина відмінність в ігровому процесі між налаштуваннями складності — це кількість очок збереження, доступних протягом гри: 62 в режимі «Середній», 41 в режимі «Складний», 22 в режимі «Дуже складний» і жодної в режимі «Неможливий». Крім того, під час гри на Середньому режимі у гравця у волоссі зображено рожевий бант, а всі точки збереження, окрім Середньої складності, позначаються як «СЛАБАК» замість «ЗБЕРЕЖЕНО»

## Сюжет
Як і в багатьох іграх, які пародіює IWBTG, сюжет гри простий і не сильно впливає на ігровий процес. Гравець керує «Малюком», який виконує місію, щоб стати «Хлопцем». Весь сюжет подано в повідомленні під час початкових титрів, що є пародією на погані японські переклади та ламану англійську мову в ранніх іграх для NES.
Врешті-решт, Малюк добирається до Хлопця, який розповідає, що він не лише вбив «Колишнього Дідуся Хлопця», але також є «Батьком» для Малюка. Між ними відбувається битва, яка закінчується тим, що Малюк стає «Новим Хлопцем».

## Розробка
Каїн описує гру як «саркастичний любовний лист до щасливих днів ранніх американських відеоігор, упакований як складний платформер, що розриває нігті». Джерелом натхнення стала складна японська флеш-гра на 2channel під назвою The Big Adventure of Owata's Life (яп. 人生ｵﾜﾀ＼(^o^)／の大冒険 Jinsei Owata no Daibōken), в яку Каїн грав і думав, що зможе перевершити її через те, що на той час вона була незавершеною.
9 листопада 2011 року Каїн випустив вихідний код гри під власною ліцензією на програмне забезпечення (яка забороняє новий контент), щоб спільнота гри могла створювати виправлення та патчі.

## Спадок
«The Kid» — секретний персонаж у грі Super Meat Boy (2010), який можна розблокувати. Він також з'являється як помічник у файтингу Fraymakers.

### Приквел та Продовження
Через два місяці після виходу IWBTG Каїн анонсував приквел під назвою «I Wanna Save the Kids». У IWSTK «Малюк» супроводжує дітей до їхнього дому. По дорозі Малюк має врятувати цих дітей і себе від різних небезпек, а також вивести їх на наступний рівень. Гра тісно пов'язана з класичною комп'ютерною грою Lemmings, зберігаючи при цьому горезвісну складність IWBTG. Гра більше не розробляється, хоча демо-версія доступна.
Після успіху файтингу Арі «Фло» Вайнтрауба (Ari «Floe» Weintraub), який транслював свої проходження IWBTG та численних фан-ігор, 26 червня 2012 року компанія Kayin анонсувала продовження під назвою «Я хочу бути хлопцем» (I Wanna Be the Guy): Gaiden. Спочатку запланована як епізодичний серіал (хоча вийшов лише один епізод), IWBTG: G розповідає про те, як «Хлопець» намагається знайти «Малюка» після його сходження до Гай-дому. Вперше гра була представлена на турнірі з файтингу Evolution Fighting Game Tournament 2012 року, в якому грав Floe.

### Ремастер
22 грудня 2020 року невелика група фанатів зробила ремастер гри за допомогою фан-рушія спільноти Yuuutu та Game Maker 8. Сам Каїн визнав ремастер, назвавши його «найкращим сценарієм» і «ідеальним пакетом для всіх, хто хоче пограти в IWBTG і не є якимось суперспецифічним „дослідницьким“ типом гри». Ремастер має на меті зробити гру більш доступною, усунувши проблеми сумісності та часті вильоти, спричинені запуском оригінальної гри в нових версіях Windows.

### Фанатські ігри
З моменту виходу IWBTG на її основі було створено безліч фанатських ігор, в основному в Gamemaker 8 і Gamemaker Studio, багато з яких схожі на оригінал. Також існують більш трансформаційні роботи, такі як головоломки, такі як I Wanna Ponder. Станом на 5 жовтня 2023 року на сайті Delicious Fruit, який слугує основною базою даних спільноти для пошуку та перегляду фан-ігор, зареєстровано понад 13 000 ігор. Деякі з відомих фан-ігор включають I Wanna Be The Fangame!, яка була однією з перших фан-ігор, I Wanna Be the Boshy, яка стала традиційною родзинкою спідран-марафонів, The Farewell Medley, яка містить етапи, засновані на різних ігрових стилях, або WannaFest 22, яка була створена тією ж командою, що й IWBTG Remastered.
Щорічний марафон проводиться для фан-спільноти, під час якого проводяться різноманітні швидкісні забіги та перегони з різних фан-ігор, а також демонструються нові фан-ігри, що готуються до виходу. Цей марафон проводиться щоліта і транслюється на каналі події в Twitch: https://www.twitch.tv/fangamemarathon 

## Оцінка
У книзі «Critical games: Критичний дизайн у незалежних іграх» Ліндсі Грейс описує гру як таку, що критикує логіку та нелогічність платформних ігор у спосіб, що ставить під сумнів основні припущення жанру. Шон Прескотт аналогічно описує її як самокритичну гру, зазначаючи, що вона «підриває процес навчання ігор, постійно порушуючи правила».
Гра була віднесена до категорії «мазокор» — дескриптор для ігор з навмисно несправедливим дизайном.